# Sandy Mölling/Diskografie
Diese Diskografie ist eine Übersicht über die musikalischen Werke der deutschen Pop- und Musicalsängerin Sandy Mölling. Ihre erfolgreichste Veröffentlichung ist die Single Unnatural Blonde, die zum Top-10-Hit in Deutschland sowie zum Charthit in Österreich und der Schweiz avancierte.

## Alben

### Studioalben
| Jahr | Titel Musiklabel                            | Höchstplatzierung, Gesamtwochen, AuszeichnungChartplatzierungen (Jahr, Titel, Musiklabel, Platzierungen, Wochen, Auszeichnungen, Anmerkungen) | Höchstplatzierung, Gesamtwochen, AuszeichnungChartplatzierungen (Jahr, Titel, Musiklabel, Platzierungen, Wochen, Auszeichnungen, Anmerkungen) | Höchstplatzierung, Gesamtwochen, AuszeichnungChartplatzierungen (Jahr, Titel, Musiklabel, Platzierungen, Wochen, Auszeichnungen, Anmerkungen) | Anmerkungen                              |
| Jahr | Titel Musiklabel                            | DE | AT | CH | Anmerkungen                              |
| ---- | ------------------------------------------- | --- | --- | --- | ---------------------------------------- |
| 2004 | Unexpected Cheyenne Records (UMG)           | DE13 (5 Wo.)DE | AT73 (1 Wo.)AT | CH91 (2 Wo.)CH | Erstveröffentlichung: 13. September 2004 |
| 2006 | Frame of Mind Starwatch Entertainment (WMG) | DE53 (1 Wo.)DE | — | — | Erstveröffentlichung: 25. Mai 2006       |

## Singles
| Jahr | Titel Album                      | Höchstplatzierung, Gesamtwochen, AuszeichnungChartplatzierungen (Jahr, Titel, Album, Platzierungen, Wochen, Auszeichnungen, Anmerkungen) | Höchstplatzierung, Gesamtwochen, AuszeichnungChartplatzierungen (Jahr, Titel, Album, Platzierungen, Wochen, Auszeichnungen, Anmerkungen) | Höchstplatzierung, Gesamtwochen, AuszeichnungChartplatzierungen (Jahr, Titel, Album, Platzierungen, Wochen, Auszeichnungen, Anmerkungen) | Anmerkungen                                            |
| Jahr | Titel Album                      | DE | AT | CH | Anmerkungen                                            |
| ---- | -------------------------------- | --- | --- | --- | ------------------------------------------------------ |
| 2004 | Unnatural Blonde Unexpected      | DE8 (9 Wo.)DE | AT29 (7 Wo.)AT | CH41 (2 Wo.)CH | Erstveröffentlichung: 21. Mai 2004                     |
| 2004 | Tell Me Unexpected               | DE10 (9 Wo.)DE | AT34 (6 Wo.)AT | CH46 (5 Wo.)CH | Erstveröffentlichung: 23. August 2004                  |
| 2005 | Unexpected                       | DE29 (5 Wo.)DE | AT52 (3 Wo.)AT | — | Erstveröffentlichung: 7. Februar 2005 feat. Manuellsen |
| 2006 | Crash Frame of Mind              | DE24 (9 Wo.)DE | — | — | Erstveröffentlichung: 12. Mai 2006                     |
| 2006 | Living without You Frame of Mind | DE36 (6 Wo.)DE | — | — | Erstveröffentlichung: 17. November 2006                |

## Musikvideos
| Jahr | Titel              | Regie                                  |
| ---- | ------------------ | -------------------------------------- |
| 2004 | Unnatural Blonde   | Christoph Mangler, Mathias Vielsaecker |
| 2004 | Tell Me            | Niels Laupert                          |
| 2005 | Unexpected         | Oliver Sommer                          |
| 2006 | Crash              | Oliver Sommer                          |
| 2006 | Living without You | Conchita Soarez                        |

## Autorenbeteiligungen
Sandy Mölling als Autorin für andere Musiker
| Jahr | Titel Album                              | Anmerkungen                                                        |
| ---- | ---------------------------------------- | ------------------------------------------------------------------ |
| 2002 | Say Goodbye Now … Us!                    | Erstveröffentlichung: 24. Juni 2002 Interpretation: No Angels      |
| 2009 | Up Against the Wall Welcome to the Dance | Erstveröffentlichung: 11. September 2009 Interpretation: No Angels |
| 2009 | One Life Welcome to the Dance            | Erstveröffentlichung: 21. August 2009 Interpretation: No Angels    |
| 2009 | Young Love Welcome to the Dance          | Erstveröffentlichung: 11. September 2009 Interpretation: No Angels |
| 2021 | We Keep the Spirit Alive 20              | Erstveröffentlichung: 4. Juni 2021 Interpretation: No Angels       |
| 2021 | Love You for Eternity 20                 | Erstveröffentlichung: 4. Juni 2021 Interpretation: No Angels       |

Sandy Mölling als Autorin in den Charts

| Jahr | Titel Album                   | Höchstplatzierung, Gesamtwochen, AuszeichnungChartplatzierungen (Jahr, Titel, Album, Platzierungen, Wochen, Auszeichnungen, Anmerkungen) | Höchstplatzierung, Gesamtwochen, AuszeichnungChartplatzierungen (Jahr, Titel, Album, Platzierungen, Wochen, Auszeichnungen, Anmerkungen) | Höchstplatzierung, Gesamtwochen, AuszeichnungChartplatzierungen (Jahr, Titel, Album, Platzierungen, Wochen, Auszeichnungen, Anmerkungen) | Anmerkungen                                                     |
| Jahr | Titel Album                   | DE | AT | CH | Anmerkungen                                                     |
| ---- | ----------------------------- | --- | --- | --- | --------------------------------------------------------------- |
| 2009 | One Life Welcome to the Dance | DE15 (8 Wo.)DE | AT29 (4 Wo.)AT | — | Erstveröffentlichung: 21. August 2009 Interpretation: No Angels |

## Sonderveröffentlichungen
| Jahr | Titel Album                                               | Anmerkungen |
| ---- | --------------------------------------------------------- | --- |
| 2017 | Don’t Stop Believin’ (Live) Stanke ohne Strom – Live 2016 | Erstveröffentlichung: 27. Januar 2017 Patrick Stanke feat. Sandy Mölling, Inga Strothmüller & Roberta Valentini; Original: Journey                                                      |
| 2017 | Heavy Cross (Live) Stanke ohne Strom – Live 2016          | Erstveröffentlichung: 27. Januar 2017 Patrick Stanke feat. Sandy Mölling; Original: Gossip                                                                                              |
| 2017 | I Don’t Believe You (Live) Stanke ohne Strom – Live 2016  | Erstveröffentlichung: 27. Januar 2017 Patrick Stanke feat. Sandy Mölling; Original: Pink                                                                                                |
| 2017 | Let It Rain (Live) Stanke ohne Strom – Live 2016          | Erstveröffentlichung: 27. Januar 2017 Patrick Stanke feat. Sandy Mölling; Original: Amanda Marshall                                                                                     |
| 2017 | Time Warp (Live) Stanke ohne Strom – Live 2016            | Erstveröffentlichung: 27. Januar 2017 Patrick Stanke feat. Sandy Mölling, Inga Strothmüller & Roberta Valentini Original: Nell Campbell, Charles Gray, Richard O’Brien & Patricia Quinn |
| 2017 | We Are the Champions (Live) Stanke ohne Strom – Live 2016 | Erstveröffentlichung: 27. Januar 2017 Patrick Stanke feat. Sandy Mölling, Inga Strothmüller & Roberta Valentini; Original: Queen                                                        |
| 2017 | Will I (Live) Stanke ohne Strom – Live 2016               | Erstveröffentlichung: 27. Januar 2017 Patrick Stanke feat. Sandy Mölling, Inga Strothmüller & Roberta Valentini; Original: Steve & Company                                              |

| Jahr | Titel Album                                              | Anmerkungen                                       |
| ---- | -------------------------------------------------------- | ------------------------------------------------- |
| 2004 | All I Want for Christmas Is You Your Stars for Christmas | Erstveröffentlichung: 2004 Original: Mariah Carey |
| 2014 | Derailed Coke Studio Season 3, Two Worlds. One Song.     | Erstveröffentlichung: 2014 feat. BLAK R           |

| Jahr | Titel Soundtrack                                              | Anmerkungen                                                                              |
| ---- | ------------------------------------------------------------- | ---------------------------------------------------------------------------------------- |
| 2006 | Alles lebt Bambi 2 – Der Herr der Wälder                      | Erstveröffentlichung: 14. April 2006 Original: Alison Krauss – There Is Life             |
| 2006 | Es fühlt sich nach Frühling an Bambi 2 – Der Herr der Wälder  | Erstveröffentlichung: 14. April 2006 Original: Michelle Lewis – First Sign of Spring     |
| 2006 | Through Your Eyes Bambi 2 – Der Herr der Wälder               | Erstveröffentlichung: 14. April 2006 Original: Martina McBride                           |
| 2010 | Diese Nacht soll niemals enden (Live) Vom Geist der Weihnacht | Erstveröffentlichung: 2010                                                               |
| 2010 | Ein Leben lang (Live) Vom Geist der Weihnacht                 | Erstveröffentlichung: 2010                                                               |
| 2010 | Ein Leben lang II (Live) Vom Geist der Weihnacht              | Erstveröffentlichung: 2010                                                               |
| 2010 | Ein neues Leben (Live) Vom Geist der Weihnacht                | Erstveröffentlichung: 2010                                                               |
| 2010 | Folge mir (Live) Vom Geist der Weihnacht                      | Erstveröffentlichung: 2010                                                               |
| 2010 | Lied eines Engels (Live) Vom Geist der Weihnacht              | Erstveröffentlichung: 2010                                                               |
| 2010 | Wir alle sind Engel (Live) Vom Geist der Weihnacht            | Erstveröffentlichung: 2010                                                               |
| 2021 | Du hast mich nie geliebt Zeppelin – Das Musical               | Erstveröffentlichung: 17. Oktober 2021                                                   |
| 2021 | Immernoch Zeppelin – Das Musical                              | Erstveröffentlichung: 17. Oktober 2021 mit Kristin Backes, Holly Hylton & Tanja Petrasek |
| 2021 | Lass uns einfach fliegen Zeppelin – Das Musical               | Erstveröffentlichung: 17. Oktober 2021 mit Mathias Edenborn                              |

## Statistik

### Chartauswertung
Die folgenden Statistiken bieten eine Übersicht über die Charterfolge von Mölling in den Album- und Singlecharts. Es ist zu beachten, dass bei den Singles nur Interpretationen, keine Autorenbeteiligungen berücksichtigt werden.
|                     | DE    | AT    | CH    |
| ------------------- | ----- | ----- | ----- |
| Nummer-eins-Alben   | DE—DE | AT—AT | CH—CH |
| Top-10-Alben        | DE—DE | AT—AT | CH—CH |
| Alben in den Charts | DE2DE | AT1AT | CH1CH |

|                       | DE    | AT    | CH    |
| --------------------- | ----- | ----- | ----- |
| Nummer-eins-Singles   | DE—DE | AT—AT | CH—CH |
| Top-10-Singles        | DE2DE | AT—AT | CH—CH |
| Singles in den Charts | DE5DE | AT3AT | CH2CH |